# Ангус Грем (стронгмен)

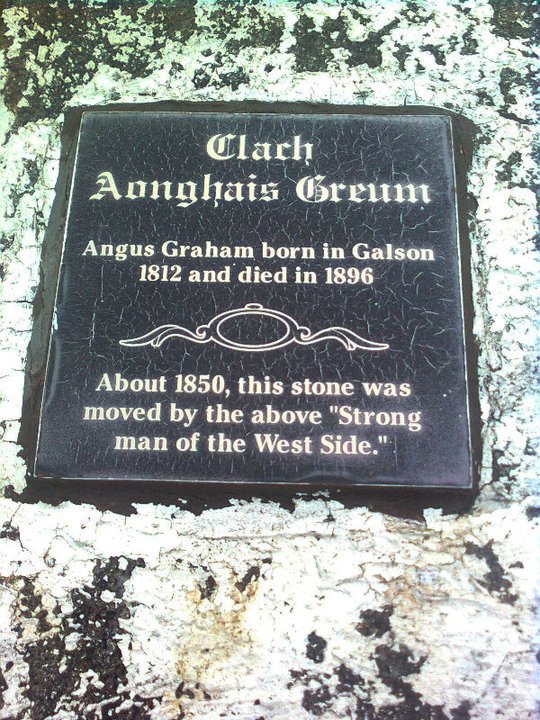
Меморіальна дошка на честь стронґмена Ангуса Грема

Ангус Грем (англ. Karel Angus Graham, нар. о-в Льюїс, Шотландія — Габост, Шотландія) — шотландський стронгмен, який народився близько 1812 року на острові Льюїс, Шотландія і помер в місті Хабост в порту Несс в 1896 році.
Протягом життя Ангус зробив собі ім'я людини з непересічною фізичною силою. Його часто називали найсильнішою людиною Шотландії і навіть найсильнішим у всій Великій Британії. Його неймовірні подвиги і сила приводом для дивовижних історій, одна з яких це те як Грем зрушив величезний валун, який і нині можна побачити на болотах Барвас в місті Льюїс. Ангус зрушив з місця валун вагою близько 1 тонни у віці 40 років. Нещодавно цей камінь хтось пофарбував у білий колір з метою що кожен пам'ятав дивовижні подвиги Ангуса. На цьому камені є меморіальна дошка, яку урочисто представив Кеннет Джон Маккей.
Репутація Ангуса Грема беззаперечна, однак іноді його плутають з іншим велетом — Ангусом МакАскіллом (одна з найсильніших людей, які будь-коли жили на острові Бернау).